# BMW X5
La BMW X5 è un'autovettura di tipo SUV di segmento E prodotta dalla casa automobilistica tedesca BMW a partire dal 1999.

## Origini
Con la X5, la casa bavarese esordisce di fatto nel settore delle Sport Utility, e cioè di quelle vetture simili nell'aspetto ad un fuoristrada, ma con scocca portante di derivazione automobilistica e in genere meno inclini all'off-road duro e puro e più votate al lusso e al comfort. 
La sigla "X" indica le vetture di questo segmento in quanto tale lettera, secondo la tradizione BMW, è sempre stata utilizzata per indicare quelle versioni di modelli di grande serie dotati di trazione integrale. Per esempio, la BMW 325 iX era derivata dalla BMW 325i, ma dotata di trazione sulle quattro ruote. I modelli di nicchia della BMW sono caratterizzati dalla denominazione costituita da una lettera e dal numero della Serie di vetture di grande produzione sulla base del quale viene prodotto il modello. La lettera utilizzata è invece una di quelle lettere tradizionalmente adottate dalla BMW per indicare qualche caratteristica peculiare di quel modello. E così si sono avute la lettera "Z" ("Zukunft"= futuro, oppure "Zweisitzer"= due posti) per le roadster e la lettera "M" (Motorsport, cioè la divisione sportiva della BMW) per le sportive più spinte. Da ciò deriva il nome X5, indicando così che la nuova SUV nasceva sulla base delle BMW Serie 5 contemporanee.

## Generazioni di X5
Negli anni si sono succedute più serie di X5, nel 2018 è stata introdotta in listino la quarta generazione, che va a sostituire la terza, in vendita dal 2013. Di seguito vengono mostrate le quattro generazioni di X5:
| BMW E53 | BMW E70 | BMW F15 | BMW G05 |
| ------- | ------- | ------- | ------- |
|         |         |         |         |
| 1999-06 | 2006-13 | 2013-18 | 2018-   |